# EUTM Mali
EUTM Mali (англ. European Union Training Mission Mali) — миссия Европейского союза, целью которой является обучение подразделений малийской армии и консультационная помощь. Штаб-квартира миссии расположена в столице Мали. Обучение проводится в городе Куликоро, в 60 километрах к северо-востоку от Бамако.

## Разработка миссии
Просьбу малийских властей о помощи в борьбе с сепаратистами ЕС получил ещё осенью 2012 года. 15 октября 2012 года Совет ЕС по иностранным делам принял решение оказать поддержку малийским властям и начать планирование миссии.
14 января 2013 года Верховный представитель Европейского союза по иностранным делам и политике безопасности Кэтрин Эштон объявила, что в связи с эскалацией конфликта в Мали она решила экстренно созвать Совет ЕС по иностранным делам для ускорения выработки ответных мер.
17 января 2013 года министры иностранных дел всех стран ЕС собрались в Брюсселе для переговоров. На встрече присутствовал министр иностранных дел Мали Хуберт Кулибали. Было принято решение ускорить развёртывание миссии по обучению малийских военных. Главой миссии назначили французского бригадного генерала Франсуа Лекуантра. Численность инструкторов составит 250 человек, ещё около 150—200 солдат будут отправлены в страну для их охраны. Длительность миссии — 15 месяцев, бюджет достигнет 12,3 миллионов евро.

## Деятельность
21 января генерал Франсуа Лекуантр вместе с техническими специалистами прибыл в Бамако.
18 февраля состоялся официальный запуск миссии. Всего планировалось подготовить более 2500 человек, объединённых в 4 батальона. 2 апреля обучение первого подразделения в составе 670 человек началось. Солдаты назвали свой батальон «WARABA» («Лев» на языке Бамана). Их подготовка завершена в июле 2013 года. В конце июня началось обучение второго батальона.

## Международная реакция
Министр иностранных дел Мали Хуберт Кулибали похвалил ЕС за предоставление помощи, добавив, что «все европейские страны поддерживают не только действия министра иностранных дел Франции, но и наши действия на местах».
Сам глава французского МИДа Лоран Фабиус не скрывал досады: «Возможно, другие страны решат отправить в Мали, кроме логистической поддержки, военные подразделения. Но это остаётся их ответственностью, мы не можем никого заставить это сделать».
Совет Безопасности ООН принял к сведению в резолюции № 2085 планируемое развёртывание миссии ЕС по подготовке и консультированию вооружённых сил Мали.
Депутат Европейского парламента, сопредседатель группы Зелёные — Европейский свободный альянс Даниэль Кон-Бендит раскритиковал нерешительность и бюрократизм европейцев: «Госпожа Эштон, Вы сказали: „Мы обеспокоены“. Все говорят: „Мы“, но там только французские солдаты. Французам заявили: „Мы дадим вам санитаров, а вы идите и убивайте в Мали“».